# Оберт Біка
Оберт Біка (англ. Obert Bika, нар. 11 травня 1993) — папуаський футболіст, півзахисник клубу «Лае Сіті Двеллерз» та збірної Папуа Нової Гвінеї.

## Кар'єра гравця
Оберт Біка народився 11 травня 1993 року. З 2012 по 2014 роки виступав у складі «Беста Юнайтед ПНГ», з 2014 року — захищав кольори «Лае Сіті Двеллерз».

## Кар'єра в збірній
З 2016 року викликаєтся до табору збірної Папуа Нової Гвінеї. За цей час у футболці національної збірної зіграв у 1 поєдинку.

## Досягнення
- Національна Соккер Ліга ПНГ:
  -  Чемпіон (2): 2015, 2015/16
- Срібний призер Кубка націй ОФК: 2016